# Sauz de Baymena
Sauz de Baymena är en ort i Mexiko.   Den ligger i kommunen Choix och delstaten Sinaloa, i den nordvästra delen av landet, 1 200 km nordväst om huvudstaden Mexico City. Sauz de Baymena ligger 441 meter över havet och antalet invånare är 349.
Terrängen runt Sauz de Baymena är kuperad. Runt Sauz de Baymena är det glesbefolkat, med 9 invånare per kvadratkilometer. Närmaste större samhälle är Choix, 13,7 km norr om Sauz de Baymena. I omgivningarna runt Sauz de Baymena växer huvudsakligen savannskog.